# میکروسکوپ نیروی مغناطیسی

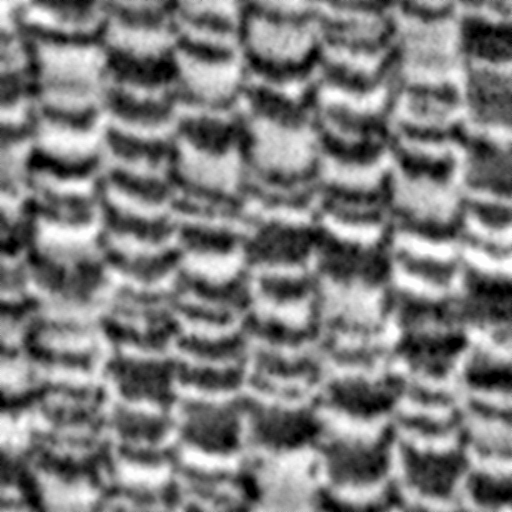
تصویر میکروسکوپ نیروی مغناطیسی از سطح یک هارد دیسک. اندازهٔ تصویر ۱ میکرومتر مربع است.

میکروسکوپ نیروی مغناطیسی (به انگلیسی: Magnetic force microscope) نوعی میکروسکوپ توسعه یافته از ایدهٔ میکروسکوپ نیروی اتمی است. این میکروسکوپ از تغییرات فضایی نیروی مغناطیسی بین سطح نمونه و نوک کانتی لیور برای تصویرسازی استفاده می‌کند. در حقیقت، اگر از سوزنی با ممان (گشتاور) مغناطیسی استفاده شود، می‌توان از هر میکروسکوپ نیرویی روبشی به عنوان میکروسکوپ نیروی مغناطیسی استفاده نمود. در این صورت، میکروسکوپ نیرویی روبشی نسبت به خطوط میدان مغناطیسی خارج شده (emanating) از نمونه، حساس می‌شود. اما، می‌توان از سوزن‌های دیگری که به خطوط میدان مغناطیسی حساس هستند نیز استفاده کرد. مثال‌های آن عبارتند از: پروب‌های میکروساخت هال، سنسورهای مگنتورزیستیو (آشکارسازهای مقاومت مغناطیسی) و ابزارهای تداخل کوانتم ابر رسانا (SQUIDS)(ابزارهای تداخل سنجی کوانتمی ابر رسانا- در پزشکی کاربرد دارد).
میکروسکوپ نیروی مغناطیسی (MFM) ‏نوعی میکروسکوپ نیروی اتمی است که در آن نوک مغناطیسی تیز یک نمونه مغناطیسی را اسکن می‌کند. برهم کنش‌های مغناطیسی نمونه - سوزن تشخیص داده می‌شوند و برای بازسازی ساختار مغناطیسی سطح نمونه مورد استفاده قرار می‌گیرند. انواع زیادی از فعل و انفعالات مغناطیسی توسط MFM اندازه‌گیری می‌شوند، از جمله برهم کنش دوقطبی - دوقطبی مغناطیسی. اسکن MFM اغلب از حالت میکروسکوپ نیروی اتمی AFM (به انگلیسی: َAtomic Force Microscopy) غیرتماسی ‏ (NC - AFM)‏استفاده می‌کند. 
در میکروسکوپ نیروی مغناطیسی‏، میدان مغناطیسی منحرف شده بالای یک نمونه بسیار تخت، یا نمونه، با قرار دادن یک المان مغناطیسی کوچک، نوک سوزن، نصب‌شده بر روی فنر یک سرآزاد، بسیار نزدیک به سطح نمونه، شناسایی می‌شود (‏شکل 1)‏.  نیروی روی نوک مغناطیسی با اندازه‌گیری جابجایی انتهای کانتیلور، معمولا به وسیله ابزارهای نوری، تشخیص داده می‌شود. نیروهای اندازه‌گیری شده در کاربردهای MFM معمولی به ترتیب  30pN، با تغییر شکل‌های کانتیلور معمولی در حدود نانومتری هستند. 

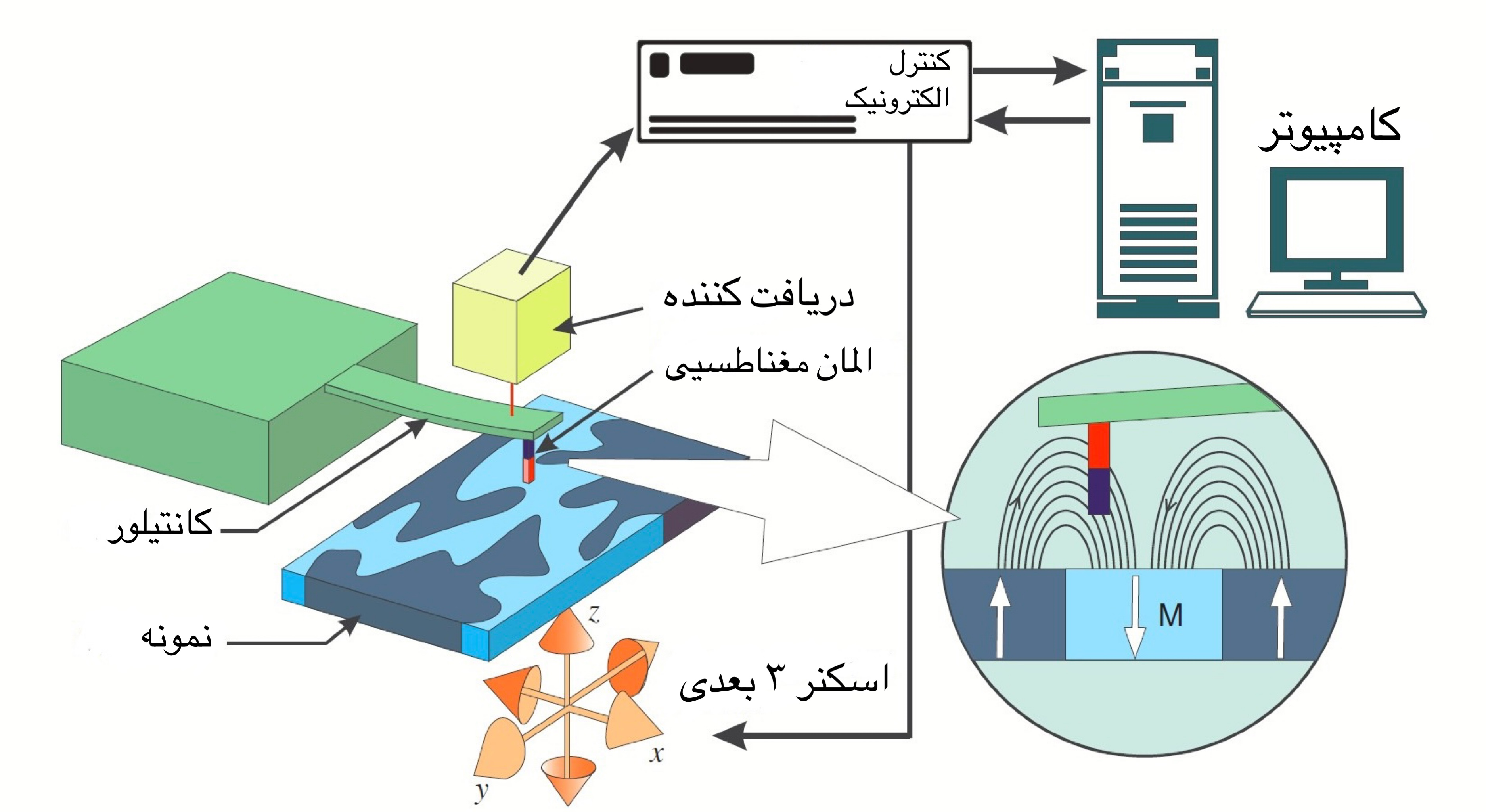
(‏شکل 1) اجزا میکروسکوپ نیروی مغناطیسی

تصویری از میدان منحرف شده مغناطیسی با اسکن آهسته یک کانتیلور روی سطح نمونه، به دست می‌آید. مناطق اسکن معمولا از 1 تا 200 میکرو متر، با زمان‌های تصویربرداری به ترتیب 5 تا 30 دقیقه هستند. 

## تاریخ های مهم
افزایش علاقه به MFM ناشی از اختراعات زیر است: 
- میکروسکوپ تونلی روبشی 1982 (‏STM) (به انگلیسی: Scanning Tunneling Microscopy)  ، جریان تونل زنی بین نوک و نمونه به عنوان سیگنال استفاده می‌شود. که هم سوزن و هم نمونه باید رسانا الکتریکی باشند.
- میکروسکوپ نیروی اتمی 1986‏ (AFM)‏ ، نیروهای (‏اتمی / الکترواستاتیک)‏بین نوک و نمونه از انحراف یک اهرم انعطاف‌پذیر (‏کانتیلورcantilever)‏احساس می‌شوند. نوک کانتیلور با فاصله ده‌ها نانومتر بالای نمونه پرواز می‌کند.
- میکروسکوپ نیروی مغناطیسی‏ 1987‏ (MFM)، نیروهای مغناطیسی بین نوک و نمونه حس می‌شوند. تصویر میدان منحرف شده مغناطیسی با اسکن کردن نوک مغناطیسه روی سطح نمونه در یک اسکن شطرنجی به دست می‌آید.

## اجزا تشکیل دهنده
اجزای اصلی یک سیستم MFM عبارتند از: 

### پروب
ثابت نیروی روی نوک مغناطیسی با استفاده از یک کانتیلور و یک سنسور جابجایی تشخیص داده می‌شود اندازه نوک وضوح نهایی MFM را تعیین می‌کند. اما این وضوح را تنها در صورتی می توان بدست آورد که سیستم آشکارسازی قادر به اندازه‌گیری جابجایی‌های بسیار کوچک کانتیلور باشد. امروزه، اغلب سنسورهای جابجایی نوری مورد استفاده قرار می‌گیرند.

### محفظه
اگرچه به نظر بدیهی می‌رسد، محیطی که تجهیزات MFM در آن نصب می‌شوند اهمیت حیاتی برای کیفیت تصویر دارد. MFM در فواصل بسیار کوچک نمونه نوک 30 نانومتر و کم‌تر کار می‌کند، اما نوک هرگز سطح نمونه را لمس نمی‌کند. مسیر مکانیکی از نوک به نمونه چند سانتی متر است، شش تا هفت مرتبه بزرگ‌تر از فاصله نمونه نوک است. بنابراین، MFM به شدت به تغییرات دما، ارتعاشات مکانیکی و صوتی و جریان هوا حساس است. برای وضوح بالا، MFM بر روی جدول جداسازی ارتعاشی، در محیطی که از نویز صوتی و جریان هوا محافظت می‌کند، نصب شده‌است. ابزارهای هوایی در کابینت‌های ایزوله نویز قرار داده می‌شوند که هم MFM و هم جدول جداسازی ارتعاشی را محصور می‌کنند. برای حذف نویز الکترومغناطیسی، این محفظه می‌تواند مجهز به شبکه سیمی باشد تا یک قفس فارادی را فراهم کند. گاهی اوقات واحدهای یونیزه کننده در داخل محفظه نصب می‌شوند تا از بار استاتیکی بر روی نمونه جلوگیری کنند.

### کنترل
حاصل شدن واقعی یک تصویر نیاز به یک سیستم کنترل پیچیده دارد، که هم برای اسکن کردن و هم برای کنترل فاصله نمونه - سوزن، استفاده میشود و تجسم، و احتمالا دیگر حلقه‌های کنترل مانند قفل شدن فاز در اندازه‌گیری‌های حالت دینامیک، از موقعیت نمونه - سوزن مراقبت می‌کند. با پیشرفت تدریجی در پردازش سیگنال دیجیتال (‏DSP)‏ (به انگلیسی: َDigital Signal Processing)، وظایف بیشتر و بیشتری توسط سیستم‌های کنترل دیجیتال در حال انجام است. (‏این روشی است که یکی از بزرگ‌ترین تولید کنندگان میکروسکوپ پراب اسکن نام خود را گرفته‌است.)‏ هنوز هم الکترونیک آنالوگ با کیفیت بالا، مانند تقویت‌کننده‌ها و تقویت‌کننده‌های ولتاژ بالا برای پیزو ها حیاتی هستند و نباید نادیده گرفته شوند. 
- اسکن پیزو الکتریک.
- حرکت نمونه در جهات x، y و z.
- ولتاژ به الکترودهای مجزا برای جهت‌های مختلف اعمال می‌شود. معمولا، یک پتانسیل ۱ ولت منجر به جابجایی ۱ تا ۱۰ نانومتر می‌شود.
- مناطق اسکن از مقادیر کم تا ۲۰۰ میکرو متر متغیر است.
- بازیابی ثابت‌های نیرو در محدوده کانتیلور از ۰.۰۱ تا ۱۰۰ N / m بسته به ماده کانتیلور.

## روش های اسکن
اغلب، MFM  با روش به اصطلاح "ارتفاع بالا بردن" کار می‌کند. هنگامی که سوزن سطح نمونه را در فواصل نزدیک اسکن می‌کند (10nm)‏، نه تنها نیروهای مغناطیسی بلکه نیروهای اتمی و الکترواستاتیکی را نیز حس می‌کند. روش ارتفاع لیفت به افزایش کنتراست مغناطیسی از طریق موارد زیر کمک می‌کند: 
ابتدا، پروفایل توپوگرافیک هر خط اسکن اندازه‌گیری می‌شود. یعنی، نوک آن به نزدیکی نمونه آورده شده‌است تا اندازه‌گیری‌های AFM را انجام دهد. 
سپس نوک مغناطیسه از نمونه دورتر می‌شود.
در مسیر دوم، سیگنال مغناطیسی استخراج می‌شود.

## تصویر نمونه
از MFM می توان برای تصویرسازی ساختارهای مغناطیسی مختلف از جمله دیواره‌ای دامنه (‏بلوک و نیل)‏، دامنه‌های بسته، بیت‌های مغناطیسی ثبت‌شده و غیره استفاده کرد. علاوه بر این، حرکت دیواره دامنه نیز می‌تواند در یک میدان مغناطیسی خارجی مورد مطالعه قرار گیرد(‏شکل 2). تصاویر MFM از مواد مختلف را می توان در این موارد مشاهده کرد: لایه‌های نازک ، نانوذرات، نانوسیم‌ها، دیسک‌های پرمالوی وغیره مشاهده کرد.

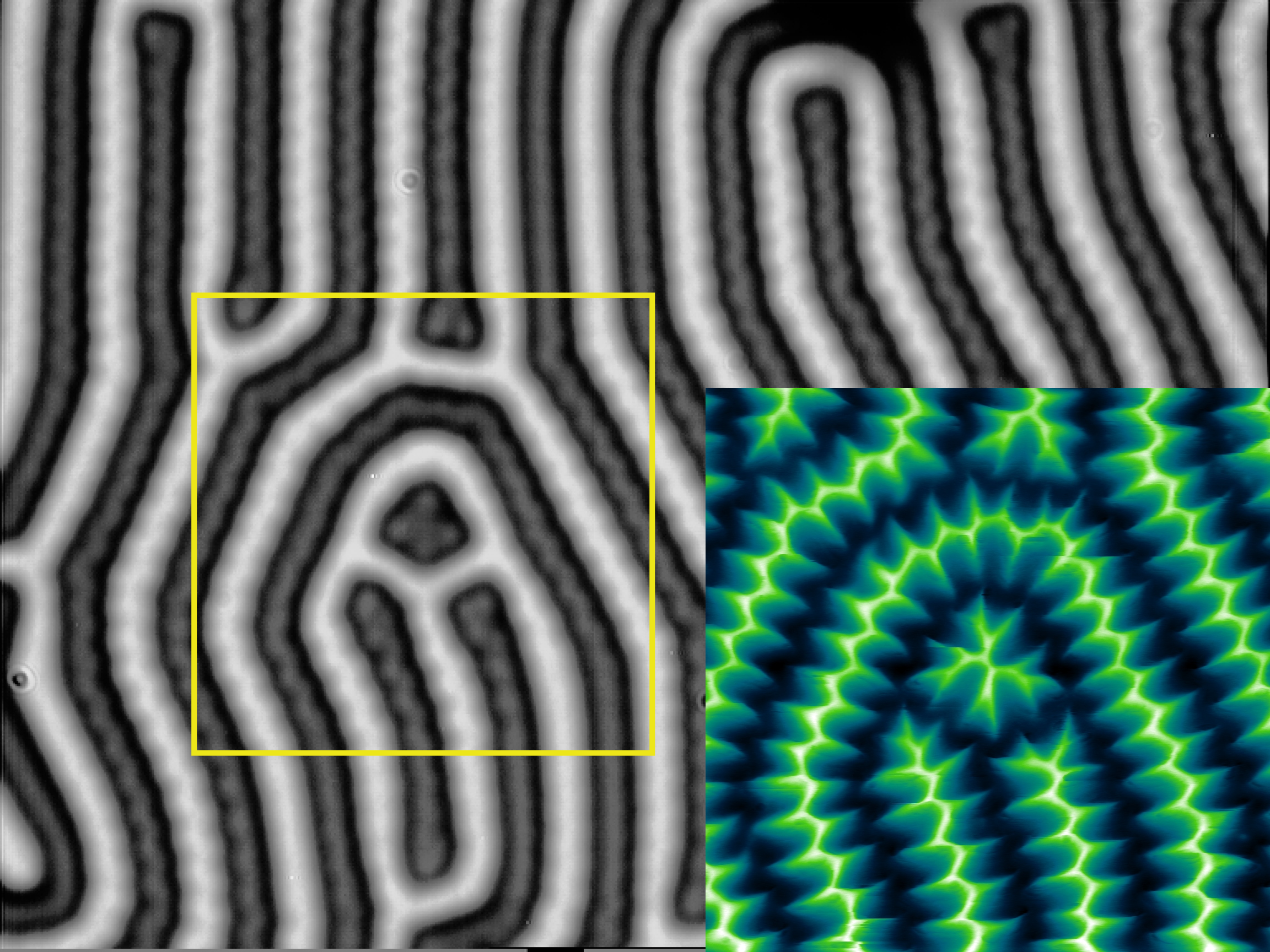
(‏شکل 2) مقایسه تصویر اثر فارادی (سمت چپ) و تصویر MFM از فیلم مغناطیسی (پایین سمت راست)

## مزایا
محبوبیت MFM از چند دلیل سرچشمه می‌گیرد که عبارتند از: 
- نمونه نیاز به هدایت الکتریکی ندارد.
- اندازه‌گیری می‌تواند در دمای محیط، در خلا فوق بالا (‏UHV)(به انگلیسی: َUltra High Vacuum)‏ ، در محیط مایع، در دماهای مختلف، و در حضور میدان های مغناطیسی خارجی متغیر انجام شود.
- اندازه‌گیری برای شبکه یا ساختار کریستالی غیر مخرب است.
- فعل و انفعالات مغناطیسی دوربرد به آلودگی سطحی حساس نیستند.
- هیچ آماده‌سازی یا پوشش سطح خاصی مورد نیاز نیست.
- قرار دادن لایه‌های غیرمغناطیسی نازک بر روی نمونه، نتایج را تغییر نمی‌دهد.
- شدت میدان مغناطیسی دریافتی ، H، در محدوده 10A/m.
- میدان مغناطیسی دریافتی ،B،در محدوده 0.1 گاوس (‏10 میکروتسلا)‏است.
- نیروهای اندازه‌گیری شده معمولی به اندازه 14-^10  نیوتن هستند، با دقت های ویژه به اندازه 20nm هستند.
- MFM می‌تواند با دیگر روش‌های اسکن مانند STM ترکیب شود.

## محدودیت ها
برخی کاستی‌ها یا مشکلات در هنگام کار با یک MFM وجود دارد، مانند: تصویر ثبت‌شده به نوع پوشش نوک و مغناطیسی، به دلیل فعل و انفعالات نمونه - سوزن بستگی دارد. 
میدان مغناطیسی نوک و نمونه می‌تواند مغناطش یک دیگر، M، را تغییر دهد که می‌تواند منجر به فعل و انفعالات غیر خطی شود. این امر مانع از تفسیر تصویر می‌شود. محدوده اسکن جانبی نسبتا کوتاه (‏ترتیب صدها میکرومتر)‏. ارتفاع اسکن کردن (‏بالا بردن)‏بر تصویر تاثیر می‌گذارد.  محفظه سیستم MFM برای حفاظت از نویز الکترومغناطیسی (‏قفس فارادی)‏، نویز صوتی (‏جداول ضد ارتعاش)‏، جریان هوا (‏جداسازی هوا) ‏و بار استاتیک بر روی نمونه مهم است. 

## پیشرفت ها
تلاش‌های متعددی برای غلبه بر محدودیت‌های ذکر شده در بالا و بهبود محدودیت‌های دقت های  MFM صورت‌گرفته است. به عنوان مثال، محدودیت‌های جریان هوا توسط MFMs که در خلا عمل می‌کنند، غلبه شده‌است. اثرات نمونه - سوزن با چندین روش درک و حل شده‌اند. وو و همکارانش، در تلاشی برای تولید یک دوقطبی تنها در راس، از یک نوک با لایه‌های مغناطیسی جفت شده پادفرومغناطیسی استفاده کرده‌اند.